# Stolen Lives
Stolen Lives is een Amerikaanse  dramafilm uit 2016 met in de hoofdrol Jon Hamm. De film werd heel slecht ontvangen en behaalde een zeldzame 0%-score op Rotten Tomatoes, dit betekent dat alle recensies verzamelt door de website negatief waren. 

## Plot
Een politieagent onderzoekt een moord die vijftig jaar geleden gepleegd is op een jongen van ongeveer dezelfde leeftijd als zijn vermiste zoon.

## Rolverdeling
- Jon Hamm - Tom Adkins
- Josh Lucas - Matthew Wakefield
- Rhona Mitra - Barbara Adkins
- Jimmy Bennett - John Wakefield
- James Van Der Beek - Rogianni / Diploma
- Marcus Thomas - Pete Dunne
- Jessica Chastain - Sally Ann
  - Rutanya Alda - Oudere Sally Ann
- Morena Baccarin - Rose Montgomery
- Glenn Taranto - Chollie